# Elizabeth Alexander (poète)
Pour les articles homonymes, voir Elizabeth Alexander et Alexander.
Elizabeth Alexander, née le 30 mai 1962 à Harlem (New York) est une poète, essayiste, auteur dramatique, professeur d'université américaine. Après avoir enseigné la poésie et dirigé le département d'études afro-américaines à l'université Yale, elle a rejoint la faculté de l'université Columbia en 2016. Elle est également directrice de création et d'expression libre à la Fondation Ford de New York.

## Biographie

### Jeunesse et formation
Elizabeth Alexander est la fille de Clifford Alexander Jr, ancien conseiller de John F. Kennedy et de Lyndon B. Johnson et Secrétaire de l'armée sous l'administration de Jimmy Carter et d'Adele Alexander-Logan, professeur à l'université George-Washington. Après la fin de ses études secondaires à la Sidwell Friends School en 1980, Elizabeth Alexander entreprend ses études universitaires jusqu'à l'obtention de son doctorat : 1984, Bachelor of Arts (licence) à l'université Yale, 1987, Master of Arts (mastère 2) à l'université de Boston, 1992, Ph. D (doctorat) à l'université de Pennsylvanie,.

### Carrière
Elle est régulièrement publiée dans des revues et périodiques tels que : The Paris Review, American Poetry Review, The Kenyon Review, The Village Voice, The Women's Review of Books, The Washington Post, etc.
Après l'obtention de son Bachelor of Arts (licence) en 1984, elle est journaliste notamment au Washington Post, puis dès 1992 elle commence sa carrière d’enseignante à l'université de Chicago. Pendant son séjour à Chicago, elle rencontrera Barack Obama. 
En 1997, elle rejoint le Smith College à Northampton  dans le Massachusetts, en 2000, elle est recrutée par l'université Yale elle y reste jusqu'en 2015 pour enfin prendre la direction du département des études en littérature anglaise et littérature comparée à l'université Columbia.
Elizabeth Alexander anime régulièrement des séminaires d'été de création littéraire pour la Cave Canem Foundation (en),,,.

### Vie personnelle
Après avoir rencontré le peintre et restaurateur Ficre Ghebreyesus (en) en 1996, elle l'épouse, leur vie de couple s'achève en 2012 avec la mort de Ficre Ghebreyesus,.
Elizabeth Alexander réside actuellement à New Haven dans le Connecticut.

## Distinctions
En 2007,  Elisabeth Alexander est la lauréate du Jackson Poetry Prize décerné par Poets & Writers (en).
Elisabeth Alexander est élue en 2015 chancelière de l'Academy of American Poets, charge qu'elle occupe jusqu'en 2020.
Depuis 2018, Elisabeth Alexander est la présidente de la Andrew W. Mellon Foundation (en),.
En 2022, le magazine Time nomme Elisabeth Alexander comme faisant partie des cent personnes les plus influentes dans le monde.  

## Œuvres

### Recueils de poèmes
- The Venus Hottentot: Poems, Graywolf Press, 1990, 64 p. (ISBN 9781555973926),
- Body of Life: Poems, Tia Chucha Press, 13 janvier 1997, 94 p. (ISBN 9781882688128, lire en ligne),
- Antebellum Dream Book, Graywolf Press, 1er septembre 2001, 116 p. (ISBN 9781555973544, lire en ligne),
- American Sublime: Poems, Graywolf Press, 1er octobre 2005, 116 p. (ISBN 9781555974329, lire en ligne),
- co-écrit avec Marilyn Nelson (ill. Floyd Cooper), Miss Crandall's School for Young Ladies & Little Misses of Color, WordSong, 1er septembre 2007, 48 p. (ISBN 9781590784563),
- co-écrit avec  Lyrae Van Clief-Stefanon, Poems in Conversation and a Conversation, Slapering Hol Press, 15 juin 2008, 29 p. (ISBN 9780970027795),
- Praise Song for the Day: A Poem for Barack Obama's Presidential Inauguration, January 20, 2009, Graywolf Press, 4 février 2009, 32 p. (ISBN 9781555975456, lire en ligne),
- Crave Radiance: New and Selected Poems 1990-2010, Graywolf Press, 28 septembre 2010, 240 p. (ISBN 9781555975685),

### Mémoire
- The Light of the World, Grand Central Publishing, 14 avril 2015 (ISBN 9781455599875),

### Essais
- The Black Interior, Graywolf Press, 1er janvier 2004, 208 p. (ISBN 9781555973933),
- Power and Possibility: Essays, Reviews, and Interviews, University of Michigan Press, 10 août 2016, 200 p. (ISBN 9780472069378),

### Théâtre
- Diva's studies, 1996.

### Anthologie
- The Essential Gwendolyn Brooks, Library of America, 17 novembre 2015, 174 p. (ISBN 9781931082877),

## Prix et distinctions
- 1992 : boursière du National Endowment for the Arts[24],
- 1997 : lauréate du Quantrell Awards for Excellence in Undergraduate Teaching[25],[26],
- 2002 : boursière de la Fondation John-Simon-Guggenheim[27],
- 2007 : lauréate du Jackson Poetry Prize, décerné par la revue Poets & Writers (en)[28],

- 2015 : élection à la charge de chancelière de l'Academy of American Poets[29],